# Fotbal Club Vaslui
El Fotbal Club Vaslui fue un club de fútbol rumano de Vaslui, fundado en 1959. El equipo jugó por última vez en la máxima categoría de fútbol del país, la Liga I en la temporada 2013/14 luego de que el club por problemas financieros desapareciera y en 2014 fuese refundado como FC Vaslui 2002 y jugar en la temporada 2014/15 en la Liga IV.

## Historia
El FC Vaslui se fundó en el siglo XXI. En 2002 se decidió crear en Vaslui un equipo con el objetivo de alcanzar a largo plazo la Divizia A. En el primer año después de la fundación el Vaslui jugó en la temporada 2003/2004 en la Divizia B y por lo tanto en el fútbol profesional rumano.
Sólo dos años más tarde, el club alcanzó la liga más alta de Rumania, la Divizia A (hoy Liga I). Desde 2005, el club se asentó en ella. El FC Vaslui es el primer equipo de Rumania, que, a los tres años de su fundación, consigue entrar en la máxima categoría nacional. Dado que el club tiene una historia corta, en el pasado reciente son cada vez más los veteranos profesionales de Rumania que forman parte de la entidad.
En el verano de 2007, el exjugador de la 1. FC Colonia, Dorinel Munteanu, fue entrenador-jugador.
En la temporada 2009/2010 alcanzó por primera vez en su historia la final de la Copa de Rumania, tras eliminar al FC Braşov en semifinales. La final la perdió, en la tanda de penaltis, frente al CFR Cluj.

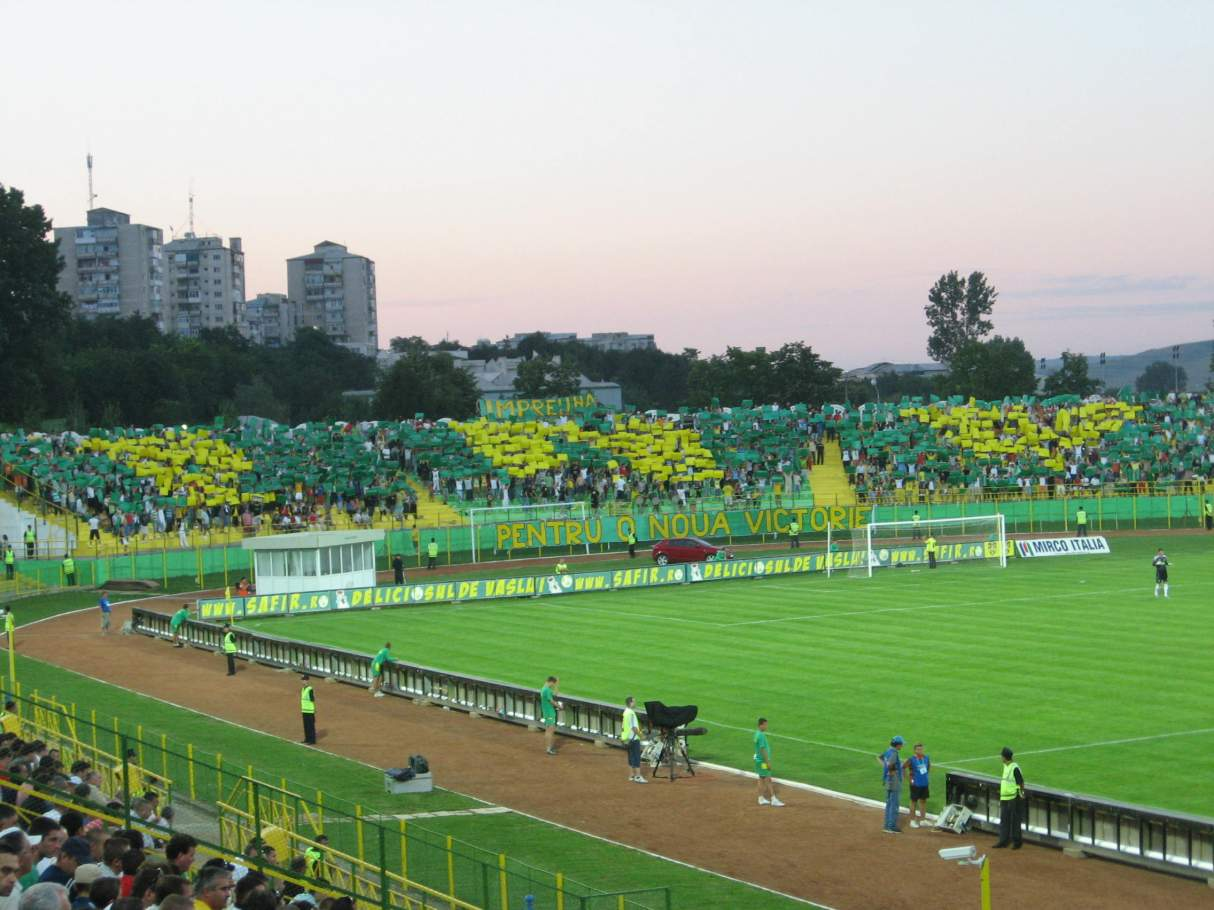
Estadio Municipal.

## Palmarés

### Nacional
- Liga II: 1

2004/05

### Internacional
- Copa Intertoto de la UEFA:(1) 2008

## Participación en competiciones de la UEFA
| Temporada | Torneo           | Ronda            | Club                  | Casa | Visita  |
| --------- | ---------------- | ---------------- | --------------------- | ---- | ------- |
| 2008–09   | Copa Intertoto   | 3                | Neftchi Baku          | 2–0  | 1–2     |
| 2008–09   | Copa UEFA        | Clasificatoria 2 | Liepājas Metalurgs    | 3–1  | 2–0     |
| 2008–09   | Copa UEFA        | 1                | Slavia Praga          | 1–1  | 0–0 (a) |
| 2009–10   | Europa League    | Clasificatoria 3 | Omonia Nicosia        | 2–0  | 1–1     |
| 2009–10   | Europa League    | Play-off         | AEK                   | 2–1  | 0–3     |
| 2010–11   | Europa League    | Play-off         | Lille OSC             | 0–0  | 0–2     |
| 2011–12   | Champions League | Clasificatoria 3 | FC Twente             | 0–0  | 0–2     |
| 2011–12   | Europa League    | Play-off         | Sparta Praga          | 2–0  | 0–1     |
| 2011–12   | Europa League    | Grupos           | Sporting CP           | 1–0  | 0–2     |
| 2011–12   | Europa League    | Grupos           | S.S. Lazio            | 0–0  | 2–2     |
| 2011–12   | Europa League    | Grupos           | FC Zürich             | 2–2  | 0–2     |
| 2012–13   | Champions League | Clasificatoria 3 | Fenerbahçe SK         | 1–4  | 1–1     |
| 2012–13   | Europa League    | Play-off         | Internazionale Milano | 0–2  | 2–2     |

## Jugadores

### Jugadores destacados
| - Emanuel Amarandei (2002–05) - Ştefan Apostol (2006–08) - Ionuţ Badea (2005–06) - Valentin Badea (2002–06) - Silviu Bălace (2007–11) - Bogdan Buhuş (2005–10) - Lucian Burdujan (2008–10) - Gabriel Cânu (2008–12) - Marius Croitoru (2006) - Sorin Frunză (2002–08) - Adrian Gheorghiu (2006–12) - Cristian Hăisan (2002–10) - Ştefan Mardare (2006–08) - Bogdan Panait (2003–09) | - Paul Papp (2009–12) - Marius Niculae (2012) - Petar Jovanović (2005–12) - Adaílton (2010–12) - Wesley (2009–12) - Stanislav Genchev (2008–11) - Viorel Frunză (2004–06) - Hugo Luz (2008–12) - Milorad Bukvić (2006–08) - Marko Ljubinković (2006–10) - Nemanja Milisavljević (2009-12) - Miloš Pavlović (2009–12) - Pavol Farkaš (2009–12) - Dušan Kuciak (2008–11) - Carlo Costly |